# 샬럿 휴즈
샬럿 매리언 휴즈(Charlotte Marion Hughes, 1877년 8월 1일 ~ 1993년 3월 17일)는 영국의 슈퍼센티네리언으로, 115년 228일을 살아 2025년 4월 7일 에델 카터럼에게 타이틀을 빼앗기기 전까지 32년 동안 역대 영국에서 가장 장수했던 인물이었다. 그 이후에는 역대 영국에서 두 번째로 장수한 인물이다.
| 이전 케이트 벡비 | 영국최고령자 1988년 9월 7일~1993년 3월 17일 | 이후 데이지 아담스 |

## 전기
빅토리아 여왕 여왕 재위 40년에 하틀풀에서 태어난 그녀는 다섯 명의 군주와 24명의 영국 총리의 통치 아래 살았다. 휴즈는 요크셔의 미들즈브러에서 자랐는데, 그곳에서 그녀의 아버지는 음악 가게를 운영했다. 그녀는 13세부터 초등학교 교사로 일했고, 63세에 은퇴한 후 은퇴한 육군 대위 노엘 휴즈와 결혼했다. 그들은 1979년 그가 88세로 사망할 때까지 결혼 생활을 유지했다. 그녀의 아버지 허버트 밀번은 93세에 사망했고, 어머니 애니는 92세에 사망했다. 그녀에게는 세 명의 남동생인 허버트, 헨리, 레지널드가 있었다. 허버트는 58세에, 헨리는 80세에, 레지널드는 62세에 사망했다.
그녀는 극도의 노년까지 건강을 유지했으며 장수로 대중의 인정을 받았는데, 여기에는 1985년 당시 영국 총리였던 마거릿 대처와의 차가 포함된다. 그녀는 장난스럽게 대처에게 자신에게 바싹 붙지 말라고 훈계했는데, 휴즈는 노동당 지지자였기 때문이었다. 대처는 "오, 괜찮아요, 차나 한 잔 합시다"라고 대답했다. 그러나 휴즈는 개인적으로 대처를 좋아한다고 인정했고, 총리를 "아주 좋은 여자"라고 묘사했다. 110번째 생일을 맞아 그녀는 비행기를 타고 뉴욕으로 날아갔는데, 이는 기록된 슈퍼센티네리언 항공 승객 중 두 명 중 한 명이었다. 그녀는 모든 경비가 지불된 방문으로 4일 동안 월도프 아스토리아 호텔에 머물렀으며, 당시 시장이었던 에드 코흐를 만났다.
휴즈는 1988년 9월 7일 스코틀랜드의 케이트 벡비가 사망하면서 영국에서 가장 오래 산 사람이 되었고, 1992년 초에는 그 당시 안나 엘리자 윌리엄스가 가지고 있던 전국적인 장수 기록을 깼다. 휴즈는 1991년까지 마스키바이더시에 있는 자신의 집에서 살다가 너무 허약해져서 스스로를 돌볼 수 없게 되자 레드카의 요양원으로 옮겼다. 그녀는 또한 삶의 마지막 몇 년을 휠체어에서 보냈지만, 끝까지 정신적으로 또렷하고 총명했다. 그녀는 친척들에 의해 "극도로 지배적이고 직설적이며 예리했지만, 친근하고 재치 있었다"고 묘사되었다.
휴스는 인구통계학자나 다른 장수 연구자들에게 한 번도 인터뷰를 하지 않았지만, 역사가 피터 래슬릿은 그녀의 사례와 관련된 문서를 검토했다.